# 하복 (영화)
《하복》(영어: Havoc)은 미국과 독일에서 제작된 바버라 코플 감독의 2005년 범죄 드라마 영화이다. 앤 해서웨이, 비주 필립스, 시리 애플비, 마이클 빈, 조지프 고든레빗, 로라 샌저코모, 마이크 보걸, 채닝 테이텀 등이 출연하였고, 스튜어트 홀 등이 제작에 참여하였다.

## 출연진
- 앤 해서웨이
- 비주 필립스
- 시리 애플비
- 마이클 빈
- 조지프 고든레빗
- 맷 올리리
- 프레디 로드리게스
- 로라 샌저코모
- 마이크 보걸
- 레이먼드 크루즈
- 알렉시스 지나
- 채닝 테이텀
- 아르투로 페니체
- 조시 펙
- 마누엘 오헤다
- 샘 헤닝스
- JD 파도
- 샘 보텀스
- 로라 브레킨리지

## 기타 제작진
- 공동 제작: 라르스 비외르크, 슈테판 요나스
- 배역: 리처드 퍼가노
- 미술: 제리 플레밍
- 세트: 베티 버베리언
- 의상: 세라 오도널
- 시각 효과 부문: 대니 김